# 정헌조
정헌조(鄭憲祚, 1919년~1985년 1월 9일)는 대한민국의 정치인으로, 제2대, 제6대 국회의원을 지냈다.
국학대학 법과를 졸업하고 자유당 전남도당 부위원장, 영광농업고등학교 교장, 민주공화당 전남 제18지구당 위원장, 보건사회위원장, 민주공화당 중앙상임위원을 역임하였다. 1985년 1월 9일 영광군 영광종합병원에서 별세하였다.

## 역대 선거 결과
|  | 18.76% |

|  | 35.15% |

|  | 30.16% |

|  | 37.90% |

|  | 51.61% |

|  | 23.45% |